# Magburaka
Magburaka è un centro abitato della Sierra Leone, situato nella Provincia del Nord e in particolare nel Distretto di Tonkolili, del quale è il capoluogo.